# Каграманов, Надир Фаррух оглы
Нади́р Фарру́х оглы́ Каграма́нов (азерб. Nadir Fərrux oğlu Qəhrəmanov; род. 24 мая 1945, Уруд, Сисианский район) — азербайджанский физик, доктор физико-математических наук (1985), профессор кафедры «Общая физика» Бакинского государственного университета (1986), ректор Сумгаитского государственного университета (2000—2013).

## Биография
Надир Каграманов родился 24 мая 1945 года в селе Уруд Сисианского района Армянской ССР. Окончив в 1963 году среднюю школу, поступил на физический факультет Азербайджанского государственного университета.
В 1967—1969 годах служил в рядах советской армии.
В 1969 году начал работать в Азербайджанском государственном университете лаборантом, с 1972 года преподавателем на кафедре общей физики.
В 1976 году защитил кандидатскую диссертацию на тему «Получение и исследование некоторых физических свойств монокристалла InS».
С 1977 по 1986 год работал доцентом на той же кафедре.
В 1986 году в Институте радиоэлектроники Академии Наук СССР защитил диссертацию на соискание ученой степени доктора физико-математических наук на тему «Получение новых тройных соединений полупроводников типа A3IB5IIIC9IV».
С 1986 года профессор кафедры «Общей физики» Бакинского государственного университета.
Ректор Сумгаитского государственного университета (30 июня 2000 — 16 декабря 2013).

## Научная деятельность
Автор 270 опубликованных статей, 7 монографий, 12 книг. Под его руководством защитились 8 кандидатов наук. Читает лекции по квантовой электронике, общему курсу физики.

### Избранные статьи
- Qahramanov N.F., Sadulova S.S., Kerimov V.M., Agayev G.A. Preparing and X -ray Investigations of Аu3In5Se9 and Аu3Ga5Se9 Compounds. Twelfth Inter. Conference on Terrnary and Multinary Compounds Mart 13-17, 2000 Taiwan, 1999.
- Qahramanov N.F., Kerimov V.M., Sadulova S.S. Preparation of Аu3In5Se9 and Аu3In5Se9 Compounds and investigation of their electrical properties. İstanbul Beynəlxalq Simpozium 2000 ci il.
- Qahramanov N.F., Samedov S.R., Sadulova S.S., Samedov F.S. Photoelectric phenomena in Аu3In5Se9 and Аu3Ga5Se9 compounds. Infrared millimeter and Waves (USA), Vol. 22, № 6, 2001, p. 871—885.[1]
- Тагиров В. И., Гахраманов Н. Ф., Гахраманов Э. Н., Гулиева Р. Т. Управление закономерностью распределения состава бинарных твердых растворов при выращивании монокристаллов вытягиванием из расплава. «Научные известия» СГУ, раздел естественных и технических наук, т.2, № 2, с. 3-9, 2002.
- Tahirov V.İ., Qəhrəmanov F.N., Quliyeva R.T., İbrahimova A.R. Binar bərk məhlullarda Çoxralski üsulu ilə qidalandırıcı xəlitənin tətbiqi ilə monokristal göyərdildikdə kristall boyunca tərkibin paylanması. II variant (Puta kəsik konus olan halda). AR «MEA məruzələri» LVIII c., № 5-6, s.72-85, 2002.
- Гахраманов Н. Ф., Зарбалиев М. М., Сардарова Н. С., Гейдарова Г. А. Термоэлектрические свойства твердых растворов Tl In1-xYbxTe2. Тезисы доклады 4-й международной НПК «Современные информационные и электронные технологии». Одесса, 19-21 мая, с. 309, 2003 г.
- Джаббаров А. И., Гахраманов Н. Ф., Оруджев С. К., Гусейнов Г. Г. Выращивание монокристаллов, структурные и магнитные свойства CuFeTe2. «Кристаллография», 2004, том.49, с.1149-1152, № 6.
- Тагиров В. И., Гахраманов Н. Ф., Ибрагимова А. Р. Получение монокристаллов бинарных твердых растворов со ступенчатым распределением состава и примеси. Тезис доклад XVIII Международной конференции по фотоэлектронике и приборам ночного видения. Москва, с.166, 2004, 25-28 мая.[2][3]
- Тагиров В. И., Гахраманов Н. Ф., Алиев В. Г., Тагиров У. В., Садыгова C.Р. Новый метод получения слитков бинарных твердых растворов. «Современные информационные и электронные технологии». Труды V Международной конференции Одесса, 2005, с.333, 23-27 мая.
- Tahirov V.İ., Qəhrəmanov N.F., Əliyev V.Q., Tahirov Ü.V. Binar bərk məhlulların monokristallarını alarkən k>1 olduqda xəlitənin başlanğıcının qidalandırıcının başlanğıcı kimi istifadə edilməsi halı. AMEA «Məruzələr», 2005, s.61, № 1.
- Тагиров В. И., Гахраманов Н. Ф., Ибрагимова А. Р. Получение монокристаллов, бинарных твердых растворов со ступенчатым распределением состава и примеси. Прикладная физика, № 2, с.91-95, 2006.
- Tahirov V.İ., Qəhrəmanov N.F.,Ağamalıyev Z.Ə., Sadıqova S.R., Quliyev Ə.F. Pilləli tərkibli binar məhlul kristallarının alınmasının altıncı mərhələdə sona yetirilməsi. MEA-nın xəbərləri, 2006.
- Тагиров В. И., Кулиев А. Д., Тагиров У. Ф., Гасанов З. Я., Гахраманов Н. Ф. Получение подпитывающих слитков бинарных твёрдых растворов с различным распределением состава. ФТП, с.8, 2008.
- Тагиров В. И., Гахраманов Н. Ф., Агамалев З. А., Садыгова С. Р., Гулиев А. Ф. Получение подпитывающих слитков бинарных твёрдых растворов с различным распределением состава. Журнал «Кристаллография» т. 52, № 5, с. 923—926, Россия, 2007.

### Книги
- Тагиров В. И., Гахраманов Н. Ф., Гусейнов А. Г. Новых класс тройных полупроводниковых соединений типа . Издательство БГУ 2001, с. 304.
- Qəhrəmanov N.F. Dayaq nöqtəsi. «Təknur» nəşriyyatı, Bakı 2004, 196 səh.
- Qəhrəmanov N.F. Sumqayıt Dövlət Universiteti 45 ildə. Bakı, Nurlan, 2005.
- Qəhrəmanov N.F. Məni bir səs çağırır. Sumqayıt, 2006.
- Tahirov V.I., Tahirov E.V., Qəhrəmanov N.F. Yarımkeçiricilər fizikası (dərs vəsaiti) SDU-nun nəşriyyatı, Sumqayıt 2006, s. 320
- Ахундов Г. А., Тагиров В. И., Хомитова М. Д., Бахышов А. Э. Методы исследования и физических свойств соединения элементов III и IV групп. Sumqayıt 2007, 500 с.
- Qəhrəmanov N.F. Dünyanın təbii mənzərəsi. Elm nəşriyyatı Bakı-2007.